# Suecia en los Juegos Olímpicos de Salt Lake City 2002
Suecia estuvo representada en los Juegos Olímpicos de Salt Lake City 2002 por un total de 102 deportistas que compitieron en 11 deportes.  
La portadora de la bandera en la ceremonia de apertura fue la biatleta Magdalena Forsberg.

## Medallistas
El equipo olímpico sueco obtuvo las siguientes medallas:
| Nombre              | Deporte            | Competición                |
| ------------------- | ------------------ | -------------------------- |
| Oro                 |                    |                            |
| —                   |                    |                            |
| Plata               |                    |                            |
| Anja Pärson         | Esquí alpino       | Eslalon gigante F          |
| Richard Richardsson | Snowboard          | Eslalon gigante paralelo M |
| Bronce              |                    |                            |
| Magdalena Forsberg  | Biatlón            | Velocidad 7,5 km F         |
| Magdalena Forsberg  | Biatlón            | 15 km F                    |
| Anja Pärson         | Esquí alpino       | Eslalon F                  |
| Per Elofsson        | Esquí de fondo     | 20 km persecución M        |
| Equipo              | Hockey sobre hielo | Torneo F                   |